# 五国部
五国部即剖阿里国、奥里米国、越里笃国、盆奴里国、越里吉国。是辽、金时期五个互不統屬的生女真的部落的統稱。
這其中的汉字“国”字，在遼金時期指代一个部族，而非今天“国家”的涵义。

## 歷史
辽圣宗(982-1031)时该部归辽，并定期向遼進貢，辽置五國部，为圣宗三十四部之一。部民仍居本土，以镇东北边境。隶北府，部族军属黄龙府都部署司。
辽兴宗重熙六年（公元1037年），由於五國部酋帥不法造成民眾流亡，遼廷诏罢五国酋帅，设置五國部节度使。
遼末期，完颜部兴起后逐渐依附于完颜部。
元代，五國部逐漸形成了遼陽行省的桃溫、斡朵里、胡里改、孛苦江、脫斡憐五個女真萬戶府,是建州女真的直系祖先。
五国部的頭城五國城即為金代流放宋徽宗與宋欽宗等北宋皇族的地點。

## 遗迹
- 五国城遗址，位于黑龙江省哈尔滨市依兰县。
- 桃温万户府故城，最早为盆奴里国故城，位于黑龙江省佳木斯市汤原县香兰镇。
- 奥里米城址，奥里米国部落城堡，即酋帅驻地，位于黑龙江省鹤岗市绥滨县。
- 中兴城址，奥里米国部落城堡，位于黑龙江省鹤岗市绥滨县忠仁镇
- 蜿蜒河古城，奥里米国部落城堡，即酋帅驻地。位于今蜿蜒河汇入黑龙江处。
- 四方城城址，剖阿里国、明朝速温河卫少量的遗存之一。位于黑龙江省黑河市孙吴县。